# Frank Söhlke
Frank Söhlke ist ein ehemaliger deutscher American-Football-Spieler.

## Laufbahn
Der in der Offensive Line eingesetzte Söhlke bestritt zwischen 1985 und 1994 insgesamt 147 Spiele für die Hildesheim Invaders (dabei 1990 und 1991 in der Football-Bundesliga). Ab 1995 stand er wieder in der höchsten deutschen Spielklasse auf dem Feld, nun bei den Braunschweig Lions. Bis 2007 war Söhlke an den deutschen Meistertiteln 1997, 1998, 1999, 2005, 2006 und 2007 beteiligt. Ebenso gewann er mit Braunschweig 1999 und 2003 den Eurobowl.
2001 wurde er mit der deutschen Nationalmannschaft Europameister, bei der Weltmeisterschaft 2003 gehörte er zum deutschen Aufgebot, das Dritter wurde, 2005 holte er mit der Nationalmannschaft EM-Silber sowie im selben Jahr Gold bei den World Games in Duisburg. Einen dritten Platz erreichte Söhlke mit der deutschen Nationalmannschaft bei der WM 2007.
2008 wurde ihm das Silberne Lorbeerblatt verliehen. Söhlke betätigte sich auch als Football-Schiedsrichter.